# Mukbil Pollo

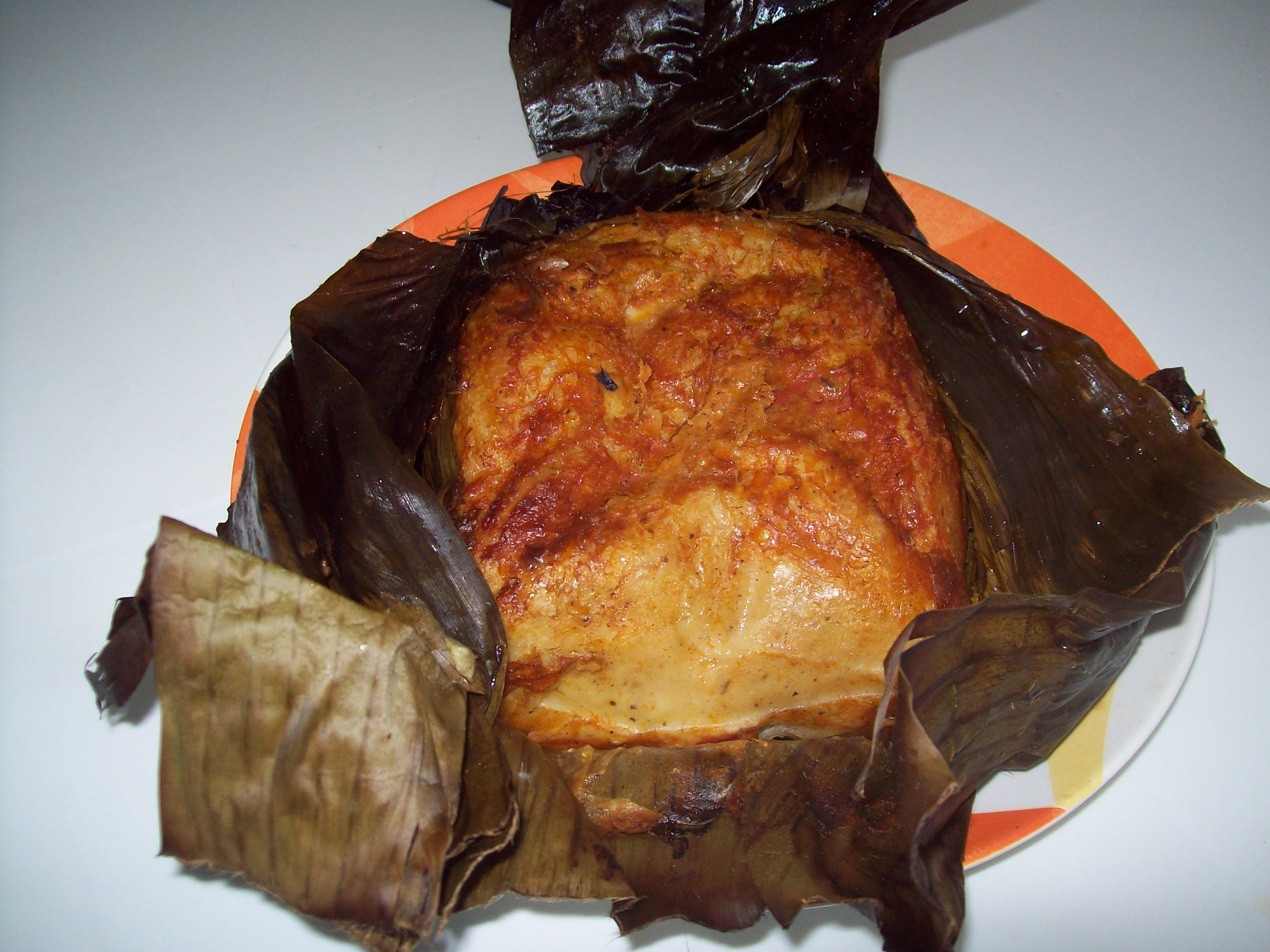
Hotový pokrm

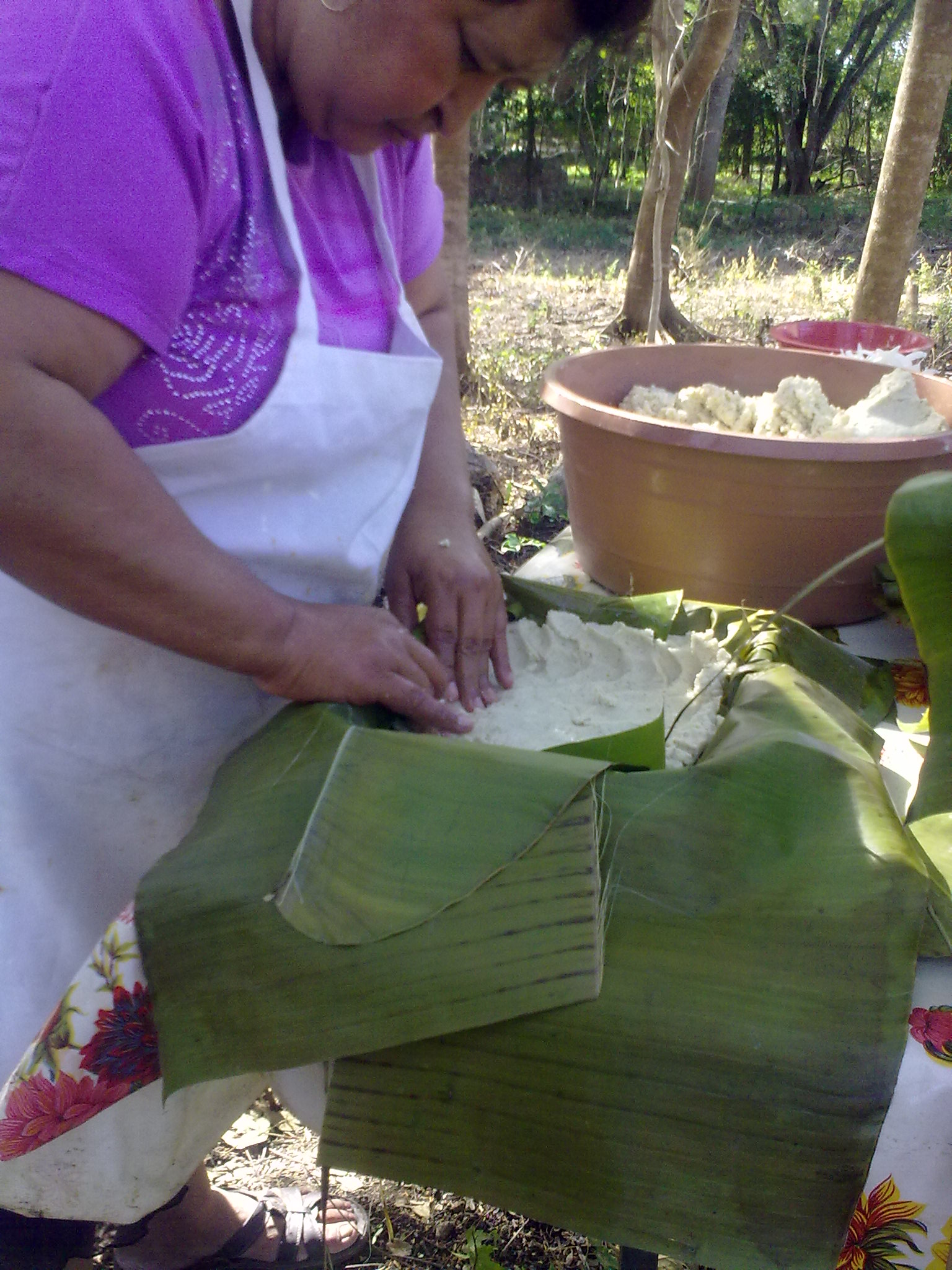
Tvarování do formy

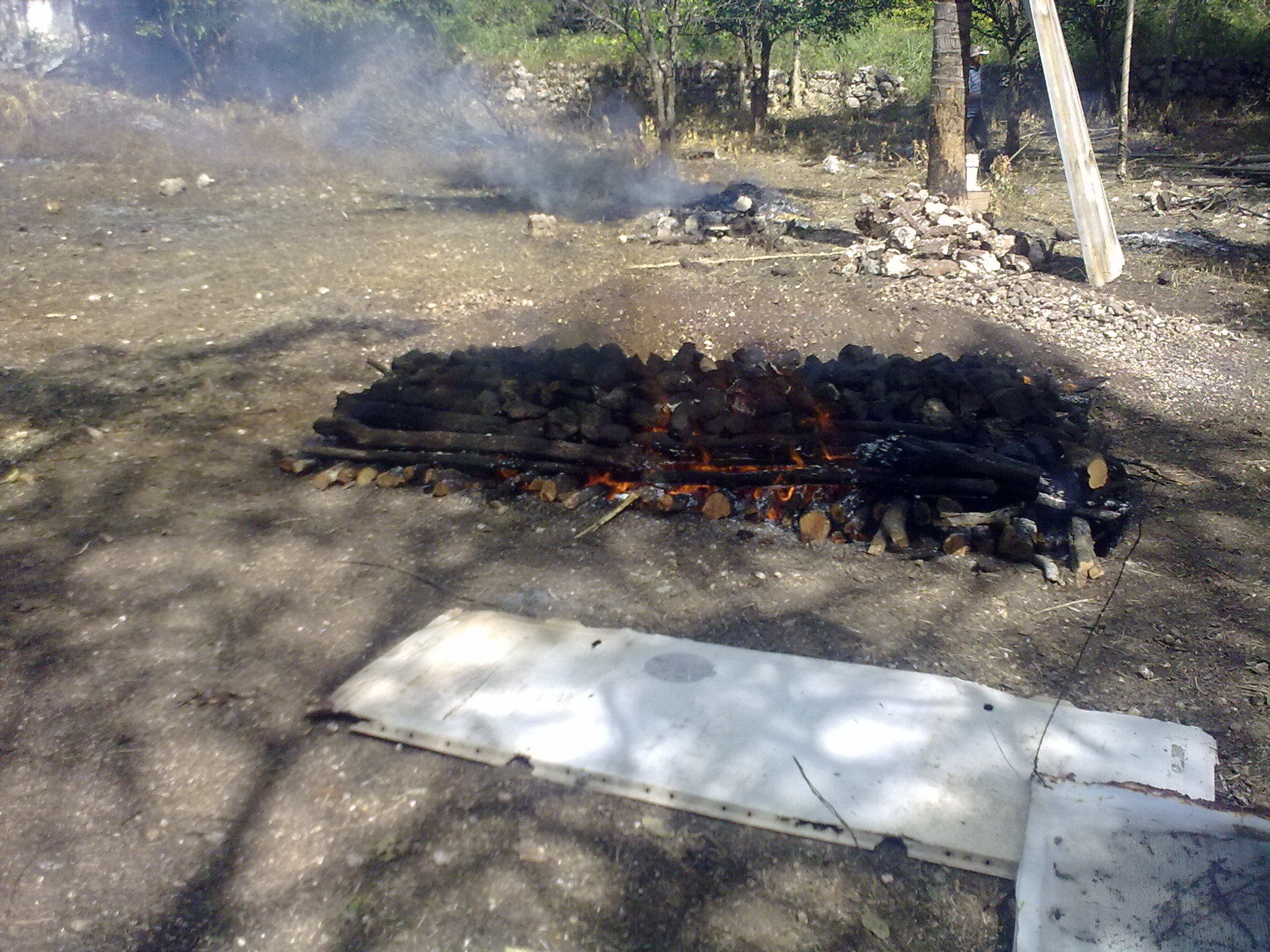
Pečení pod zemí

Mukbil Pollo, mukbi chicken nebo pib je původní mayský pokrm. Jedná se o směs kuřecího masa s tukem a kořením v kukuřičném těstě, to celé zabalené do banánových listů a pomalu pečené pod zemí.

## Etymologie
Název Mukbil je složen ze dvou Mayských slov: Muk (pohřbít, pohřbít) a Bil (zkroutit). V regionu Campeche nese název „pibilpollo“ a odkazuje na způsob přípravy - pečení pod zemí (Pib z mayského jazyka), pollo je španělské slovo pro kuře.

## Popis
Zjednodušeně je tento pokrm velké tamale, jde o kapsu vyrobenou z kukuřičného těsta, sádla a směsi koření, zabalenou do banánových listů. Tradičně je naplněna dušeným kuřecím masem dochucenými rajčaty, achiotem, česnekem, kmínem, španělským černým pepřem a novým kořením nebo tabascem, merlíkem, cibulí a sladkým chilli. Jakmile je masová směs připravena, položí se do připravené formy a zaleje se omáčkou zvanou kool, vyrobené z masového vývaru dochuceného achiotovou pastou, habanero, pepřem a kukučným testem. Celá kukuřičná forma naplněná směsí mukbil se následně shora uzavře kukuřičným těstem, vše se obalí banánovým listem a pevně sváže, aby vznikl balíček.
Pokrm se následně peče Mayskou technikou zvanou Pib, což je podzemní pec, kde se zakopaný Mukbil Pollo pomalu peče několik hodin, později se vykope a jí. Z tohoto důvodu je tento pokrm neformálně známý jako Pib (stejná technika se používá při přípravě jiného yucatánského jídla, cochinita pibil).
Kromě nejběžnějšího receptu popsaného výše se také může připravovat jednodušším způsobem, s těstem, máslem a místní odrůdou fazolí (xpelón), přičemž vzniknou tamales s méně komplexní chutí. Na trzích v Yucatánu objevily moderní odrůdy tohoto pokrmu, kde se používají různé náplně, jako je šunka a sýr, mořské plody a dokonce i veganské odrůdy, které používají rostlinné máslo.